# Primera División Andaluza
La Primera División Andaluza constituye el séptimo nivel de competición de la Liga Española de Fútbol en la comunidad de Andalucía. Se encuentra inmediatamente por debajo de la División de Honor y por encima de la Segunda Andaluza.

## Historia

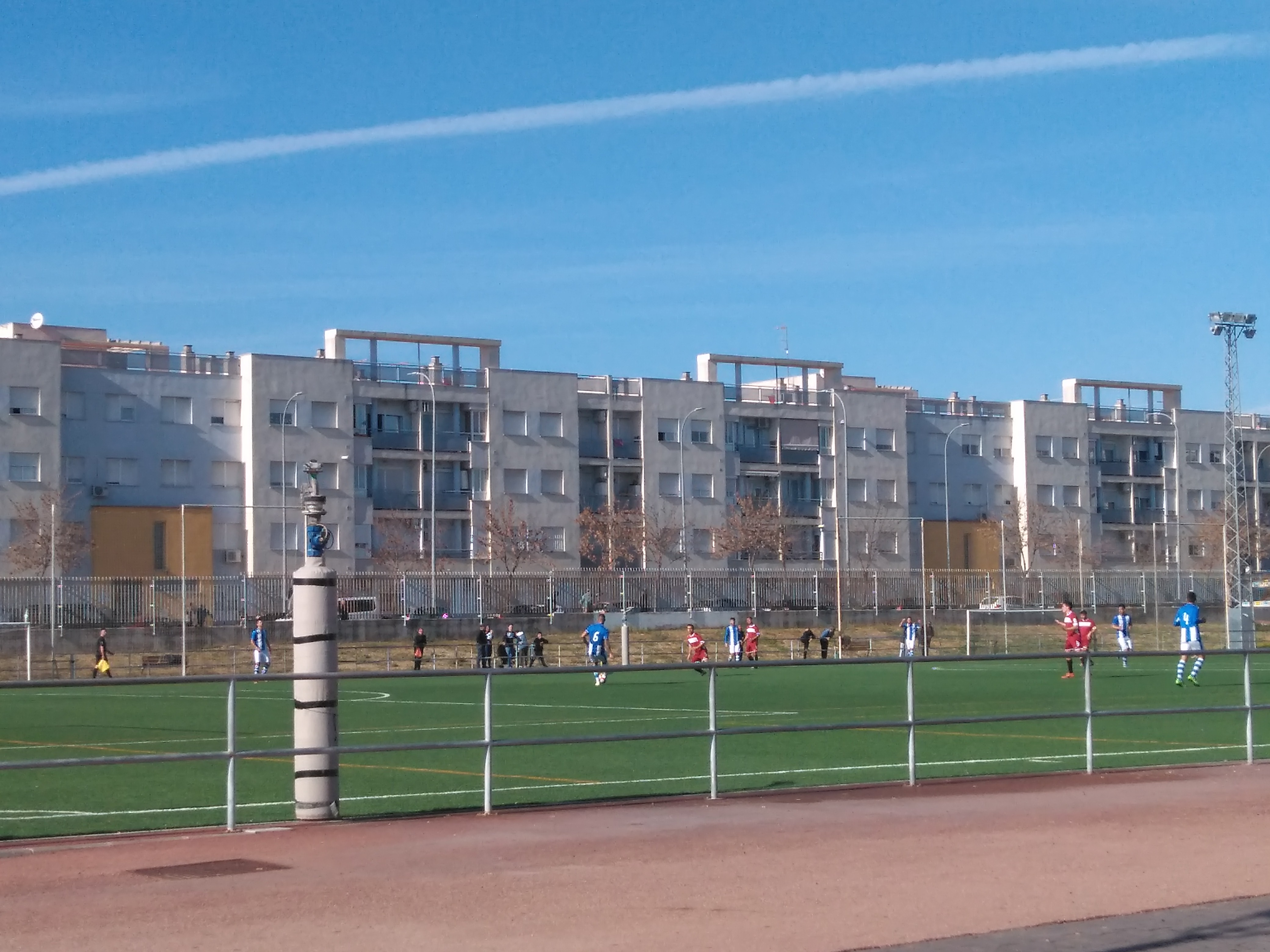
Partido entre el Jerez Industrial y el San Fernando en 2018

### Desde 2004-2005 hasta 2015-16
En la temporada 2004-05, fue creada la Primera División Andaluza, una liga de carácter autonómico que se situaba entre la Tercera División y la Regional Preferente, cuyo fin era amortiguar el absoluto escalón que suponía el paso de una división provincial a una d ecarácter nacional como la Tercera División. La liga estaba formada por cuatro grupos de 18 equipos integrados cada uno por dos provincias: Almería/Granada, Jaén/Córdoba, Sevilla/Huelva, Cádiz/Málaga. Al término de la temporada, el campeón de cada grupo ascendía directamente a la Tercera División (Grupo IX para Andalucía Oriental y X para Andalucía Occidental). A continuación los subcampeones de grupo realizaban dos eliminatorias, quedando dos subcampeones.

### A partir de la temporada 2016-17
Para la temporada 2016-17 se produce una total reestructuración de la categoría. Al crearse la nueva División de Honor Andaluza, situada debajo de Tercera División, la Primera Andaluza baja un puesto, pasando a ser la sexta categoría. Se amplía a 8 grupos, uno por provincia, produciéndose un ascenso por grupo a División de Honor.

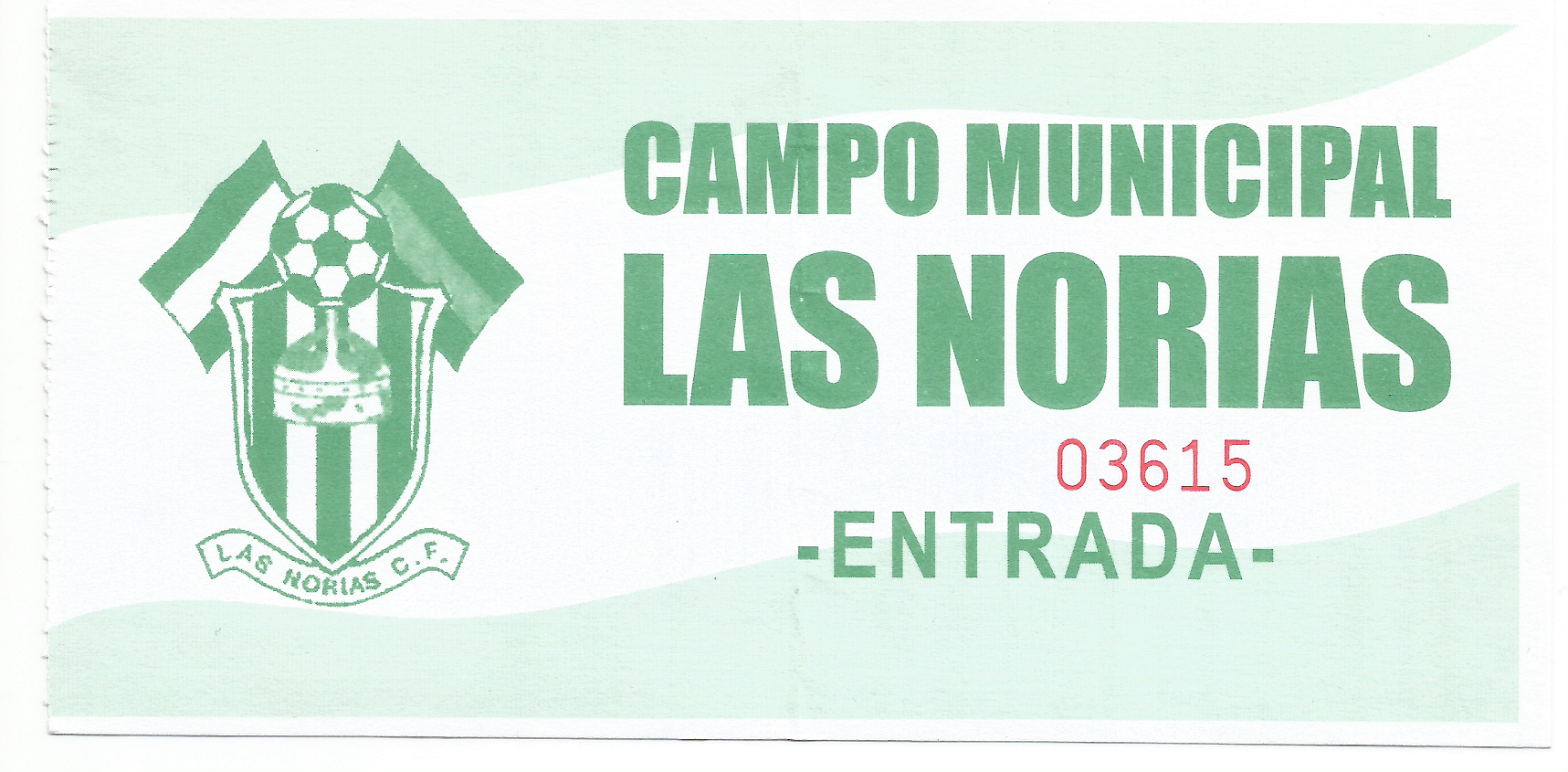
Entrada a un partido de Las Norias C.F, de Primera Andaluza

## Equipos participantes 2025-26

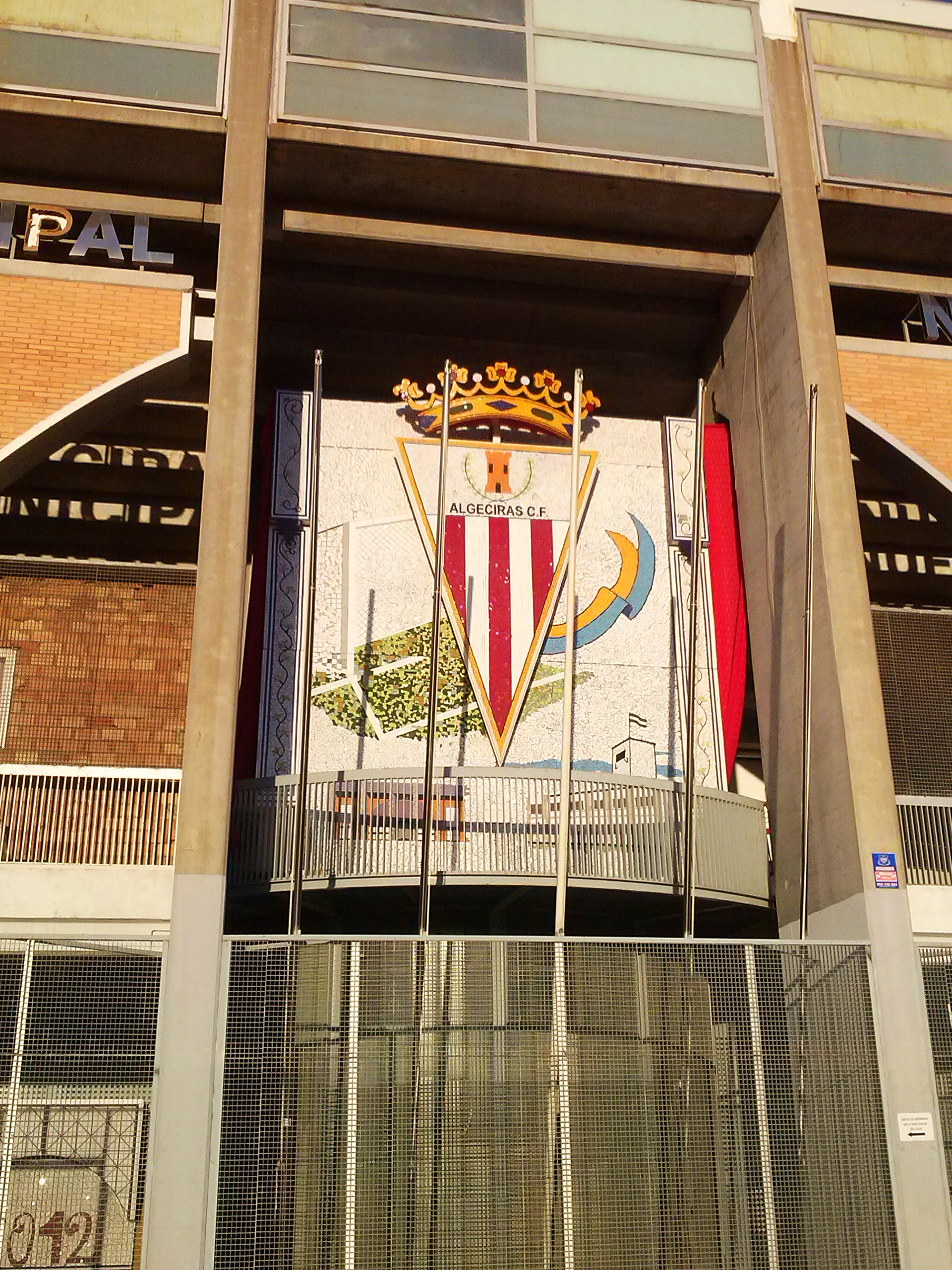
El Nuevo Mirador acogió partidos de Primera Andaluza en la temporada 2008/09

| - C. F. Adra - C. D. Adra Trafalgar - C. F. Balerma 2015 - Berja C. F. - C. U. D. Comarca de Níjar - C. D. Español del Alquián - C. D. Huércal - U. C. D. La Cañada Atlético - Las Norias C. F. - C. D. Maavi - U. D. Pavía - Poli Ejido C.F. - C. D. Vera - C. D. Viator - C. D. Vícar Cultural - C. D. Villa de Albox | - U. D. Algaida - Arcos C. F. - Barbate C. F. - Chiclana C. F. "B" - Chiclana Industrial C. F. - C. D. Ciudad de Cádiz - C. D. Guadalcacín - C. D. Guadiaro - Jerez Industrial C. F. - Puerto Real C. F. - C. D. Rayo Sanluqueño - C. D. Rota - U. D. Roteña - A. D. Taraguilla - U. D. Tarifa - Xerez Deportivo F. C. "B" |

| - Almodóvar del Río C. F. - Atlético Villanueva F. B. - A. D. F. B. Bujalance - C. D. Ciudad de Lucena "B" - C. D. Ciudad Jardín - Córdoba C. F. S. A. D. - C. D. Lucecor E. F. - Montalbeño C. D. - C. D. Montemayor Atlético - Peña Los Leones - Peñarroya Pueblonuevo C. F. - Recreativo Belmezano C.F. - C. D. Stadium - Villafranca C. F. - Villa de Espejo C. D. - Villa del Río C. F. | - Águilas de Zujaira C. F. - Atarfe Industrial C. F. - Atlético La Zubia - Atlético Monachil - Céltic C. F. Pulianas - A. D. F. Costa Tropical - Cúllar Vega C. F. - F. C. Gabias - Granada C. F. "C" - Guadix C. F. - U. D. Maracena "B" - Purullena C. F. - Salar C. F. - C. F. Sierra Nevada Cenes - Vandalia de Peligros - C. F. Villanueva de Mesía |

| - A. D. Almonte Balompié - Aroche C. F. - Atlético Calañas - Atlético Cruceño C. F. - Ayamonte C. F. - C. D. Bonares - C. D. Canela - A. D. Cartaya "B" - C. D. Cerreño - Isla Cristina F. C. - Olímpica Valverdeña - C. D. Pinzón - Riotinto Balompié - C. D. San Juan - C. D. San Roque de Lepe "B" - C. D. Trigueros Balompié | - C. D. Alcalá Enjoy - Atlético Bailén 1808 - Atlético de Sabiote - Atlético Jaén F. C. - Begijar C. F. - Carolinense C. D. - U. D. Cazorla - Iliturgi C. F. 2016 - Inter de Jaén C. F. - Linares Deportivo "B" - C. D. Navas - C. D. Tuccitana - C. D. Tugia - C. D. Úbeda Viva - C. D. Vilches - C. D. Villanueva del Arzobispo |

| - U. D. Algarrobo Filipi Team - Antequera C. F. "B" - Atlético Benamiel - Atlético Estación - C. D. Cártama - C. D. Estepona F. S. "B" - U. D. Fuengirola Los Boliches - C. D. La Cala - Málaga C. F. "C" - C. D. Málaga 1903 - A. D. Malaka C. F. - C. D. Mijas - C. P. Mijas Las Lagunas "B" - C. D. Rincón - C. D. Ronda - C. D. Trabuco | - C. D. Alcalá - Arahal Balompié - U. D. Bellavista - Estrella San Agustín C. F. - Lora C. F. - C. D. Mairena - C. D. Montequinto - A. D. Mosqueo - Osuna Bote Club - Palomares C. F. - C. D. Pedrera - Puebla C. F. - U. D. Rinconada - A. D. San José - Torreblanca C. F. - C. D. Ventippo |

## Campeones
| Temporada | Grupo I                                     | Grupo II                   | Grupo III                  | Grupo IV                   | Grupo V                    | Grupo VI                    | Grupo VII                      | Grupo VIII                 |
| --------- | ------------------------------------------- | -------------------------- | -------------------------- | -------------------------- | -------------------------- | --------------------------- | ------------------------------ | -------------------------- |
| 2004-05   | Arcos C. F.                                 | C. D. Mairena              | Alhaurín de la Torre C. F. | C. F. Huercalense          | Grupos inexistentes        | Grupos inexistentes         | Grupos inexistentes            | Grupos inexistentes        |
| 2005-06   | Ayamonte C. F.                              | C. D. Cabecense            | Vélez C. F.                | C. P. El Ejido "B"         | Grupos inexistentes        | Grupos inexistentes         | Grupos inexistentes            | Grupos inexistentes        |
| 2006-07   | A. D. Cartaya                               | Sevilla F. C. "C"          | C. D. Iliturgi             | C. P. Granada 74           | Grupos inexistentes        | Grupos inexistentes         | Grupos inexistentes            | Grupos inexistentes        |
| 2007-08   | R. C. Recreativo "B"                        | C. A. Antoniano            | C. D. Ronda                | C. D. Santa Fe             | Grupos inexistentes        | Grupos inexistentes         | Grupos inexistentes            | Grupos inexistentes        |
| 2008-09   | Algeciras C. F.                             | U. D. Marinaleda           | Atlético Mancha Real       | U. D. Carboneras           | Grupos inexistentes        | Grupos inexistentes         | Grupos inexistentes            | Grupos inexistentes        |
| 2009-10   | Conil C. F.                                 | Peñarroya C. F.            | Alhaurín de la Torre C. F. | U. D. Maracena             | Grupos inexistentes        | Grupos inexistentes         | Grupos inexistentes            | Grupos inexistentes        |
| 2010-11   | C. D. San Roque                             | C. A. Antoniano            | U. D. San Pedro            | Arenas de Armilla C. y D.  | Grupos inexistentes        | Grupos inexistentes         | Grupos inexistentes            | Grupos inexistentes        |
| 2011-12   | U. D. Los Barrios                           | C. D. Cabecense            | Villacarrillo C. F.        | Granada C. F. "B"          | Grupos inexistentes        | Grupos inexistentes         | Grupos inexistentes            | Grupos inexistentes        |
| 2012-13   | La Palma C. F.                              | C. D. Gerena               | Antequera C. F.            | C. D. Español del Alquián  | Grupos inexistentes        | Grupos inexistentes         | Grupos inexistentes            | Grupos inexistentes        |
| 2013-14   | C. D. Guadalcacín                           | P. D. Rociera              | Alhaurín de la Torre C. F. | C. D. El Ejido 2012        | Grupos inexistentes        | Grupos inexistentes         | Grupos inexistentes            | Grupos inexistentes        |
| 2014-15   | U. D. Roteña                                | Castilleja C. F.           | C. D. Rincón               | C. D. Comarca del Mármol   | Grupos inexistentes        | Grupos inexistentes         | Grupos inexistentes            | Grupos inexistentes        |
| 2015-16   | R. C. Recreativo "B"                        | C. A. Espeleño             | C. D. Alhaurino            | C. F. Motril               | Grupos inexistentes        | Grupos inexistentes         | Grupos inexistentes            | Grupos inexistentes        |
| Temporada | Grupo Cádiz                                 | Grupo Sevilla              | Grupo Málaga               | Grupo Granada              | Grupo Huelva               | Grupo Córdoba               | Grupo Jaén                     | Grupo Almería              |
| 2016-17   | Chiclana Industrial C. F.                   | C. A. Algabeño             | A. D. Malaka C. F.         | Churriana C. F.            | Isla Cristina F. C.        | C. D. Ciudad Jardín         | C. D. Navas                    | Berja C. F.                |
| 2017-18   | Bazán C. F.                                 | Torreblanca C. F.          | C. D. Casabermeja          | Céltic de Pulianas C. F.   | C. D. Pinzón               | Peñarroya C. F.             | Begíjar C. F.                  | C. D. Vera                 |
| 2018-19   | Chiclana C. F.                              | U. D. Tomares              | C. D. Churriana            | F. C. Cubillas             | Ayamonte C. F.             | C. D. Ciudad Jardín         | C. D. Villanueva del Arzobispo | U. D. Pavía                |
| 2019-20   | No terminada por COVID-19.                  | No terminada por COVID-19. | No terminada por COVID-19. | No terminada por COVID-19. | No terminada por COVID-19. | No terminada por COVID-19.  | No terminada por COVID-19.     | No terminada por COVID-19. |
| 2020-21   | Balón de Cádiz C. F. Jerez Industrial C. F. | C. D. Ventippo             | F. C. Málaga City          | C. A. Monachil             | Ayamonte C. F.             | C. D. Egabrense             | Iliturgi C. F.                 | U. C. D. La Cañada Atlco.  |
| 2021-22   | Balón de Cádiz C. F. U. D. Algaida          | Villafranco C. F.          | C. P. Mijas-Las Lagunas    | C. D. Almuñécar City       | C. D. Moguer               | Palma del Río Atlético      | C. D. Vilches                  | Adra C.F                   |
| 2022-23   | San Fernando C.D.I "B"                      | C.D Utrera "B"             | Atlético de Marbella       | Churriana C.F              | C.D Pìnzón                 | Almodóvar del Río C.F.      | Iliturgi C.F 2016              | C.D Huércal                |
| 2023-24   | Algeciras C.F. "B"                          | Dos Hermanas C.F. 1971     | F.C. Marbellí              | C.D. Santa Fe              | C.D Rociana                | Atlético Palma del Río C.F. | Villacarrillo C.F.             | Poli Ejido C.F.            |
| 2024-25   | Racing C. Portuense                         | Real Betis "C"             | C.D. Málaga 1903           | C.D. Santa Fe              | C.D. Moguer                | C.D. Egabrense              | Begíjar C.F.                   | C.D. Maavi                 |